# CA Pantoja
Club Atlético Pantoja je fotbalový klub z Dominikánské republiky založený roku 2000 ve městě Santo Domingo pod názvem Deportivo Pantoja Fútbol Club.
V sezóně 2016 hraje dominikánskou profesionální ligu Liga Dominicana de Fútbol, v níž se stal v sezóně 2015 historicky prvním vítězem.

## Historie názvu
- 2000 – Deportivo Pantoja Fútbol Club
- 2015 – Club Atlético Pantoja

## Úspěchy
- Liga Dominicana de Fútbol – 1× vítěz (2015)[1]
- Liga Mayor – 3× vítěz (2004/05, 2009, 2011/12)[1]
- Campeonato Nacional – 2× vítěz (2000/01, 2002/03)[1]